# Matīši
Matīši (deutsch St. Matthiae) ist eine Ortschaft und Sitz der gleichnamigen Gemeinde Matīšu pagasts im Bezirk Valmiera in Vidzeme, dem historischen Livland, im Norden Lettlands. 2015 lebten hier 486 Einwohner. Matīši liegt an der Drona
4 km südwestlich des Burtnieker Sees an der Kreuzung der Straßen P15 und P16, 25 km vom Zentrum von Valmiera und 138 km von Riga entfernt.

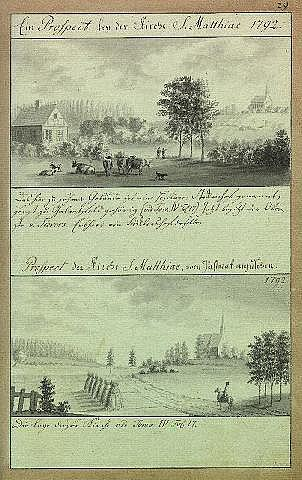
Historische Ansichten 1792

## Geschichte
Matīši wurde zum ersten Mal in historischen Quellen im Jahre 1678 anlässlich der Gründung der St.-Matthiae-Kirchengemeinde erwähnt. Die Siedlung St. Matthiae in der Nähe der Kirche begann sich 1890 zu bilden, als die ersten roten Backsteinhäuser auf dem Land des Gutshofes Mīlīte gebaut wurden. 1925 wurde Matīši der Status eines dicht besiedelten Gebiets (Dorfes) verliehen. Im Jahr 1937 hatte der Ort 66 Häuser, mehrere öffentliche Gebäude, Handwerker, Bäcker, Metzger, Gärtner, Fotografen und Friseure, Ärzte und einen Bus nach Valmiera.
Die nach Stalin benannte Kolchose, die während der Sowjetzeit gegründet wurde, förderte die Weiterentwicklung der Gebäude und Infrastruktur des Dorfes Matīši entsprechend den Möglichkeiten und Ansichten der damaligen Zeit.
Heute hat Matīši ein Kulturhaus, eine Grundschule und eine Bibliothek.

## Gemeinde Matīši
Die größten Siedlungen der Gemeinde sind neben dem Gemeindezentrum Matīši die Ortschaften Pučurga (Galandfeld), Bauņi (Bauernhof) und Mīlītes (Neuhall).

## Sehenswürdigkeiten
- Die Lutherische Kirche St. Matthiae wurde 1687 in der Zeit Schwedisch-Livlands von Rupert Bindenschu, dem Autor des Turmhelms der St.-Petri-Kirche in Riga, erbaut. Kanzel und Altar der Kirche stammen aus dem 17. Jahrhundert. 1867 erhielt die Kirche eine Orgel des sächsischen Orgelbaumeisters Friedrich Ladegast[1].
- Erhaltener Nebentrakt des 1930 größtenteils zerstörten Herrenhauses Bauernhof in Bauņi (Bauņu  muiža), erbaut 1770
- Herrenhaus Neuhall in Mīlīte (Mīlītes muiža), historistischer Bau aus der 2. Hälfte des 19. Jahrhunderts

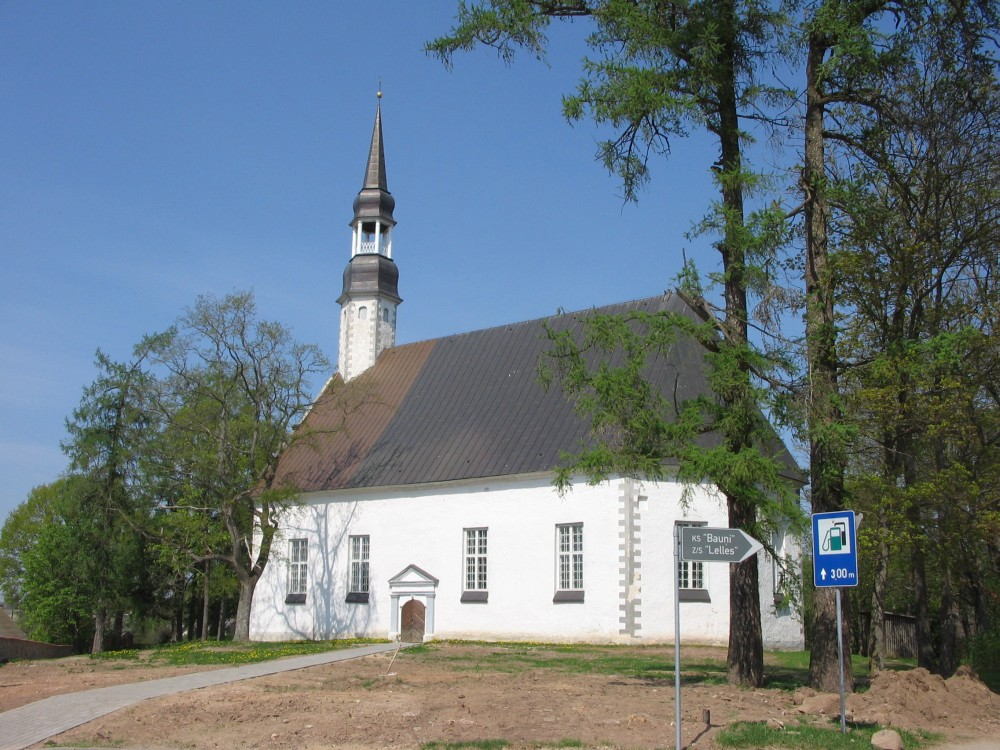
St. Matthias-Kirche
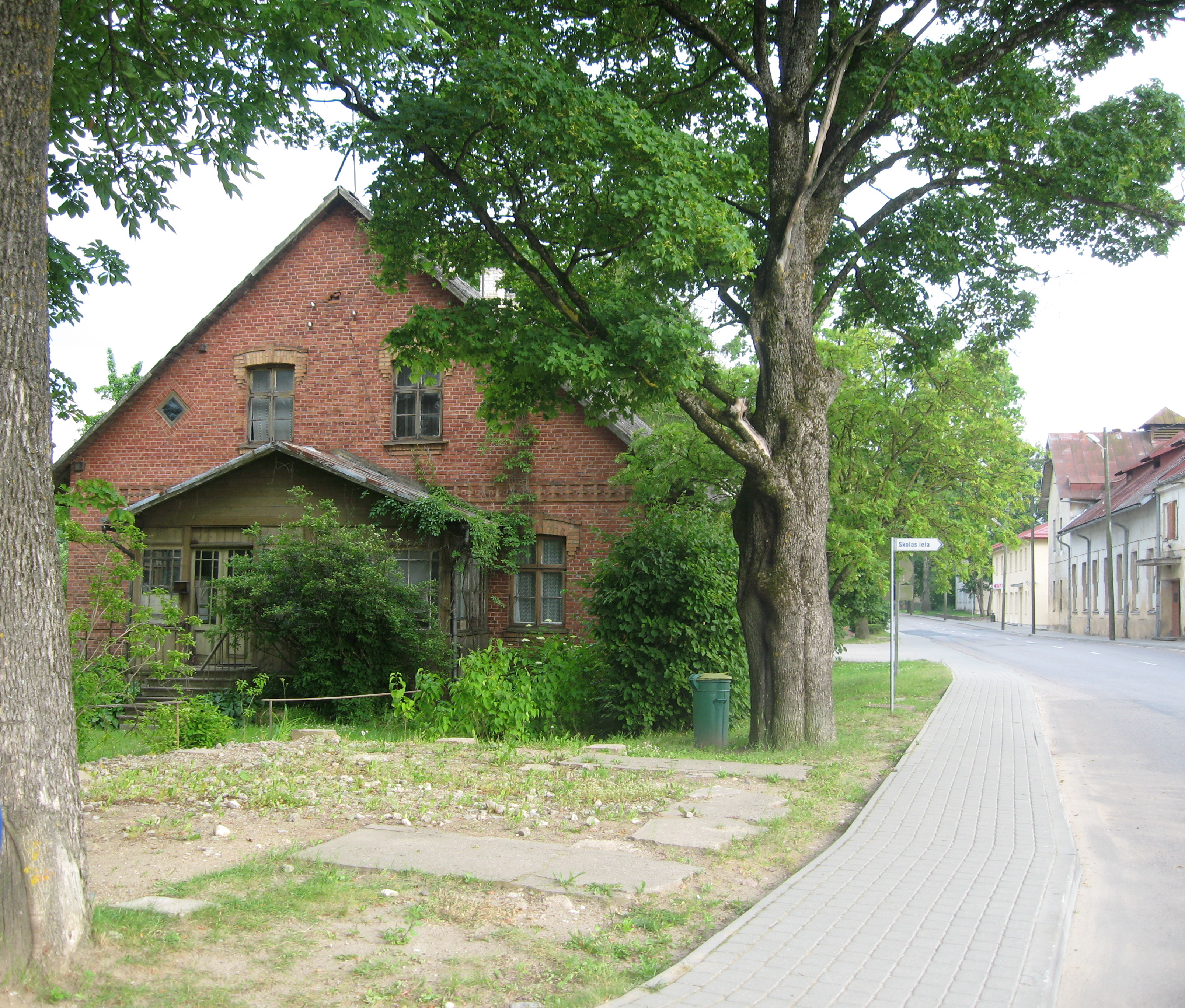
Dorfstraße in Matīši
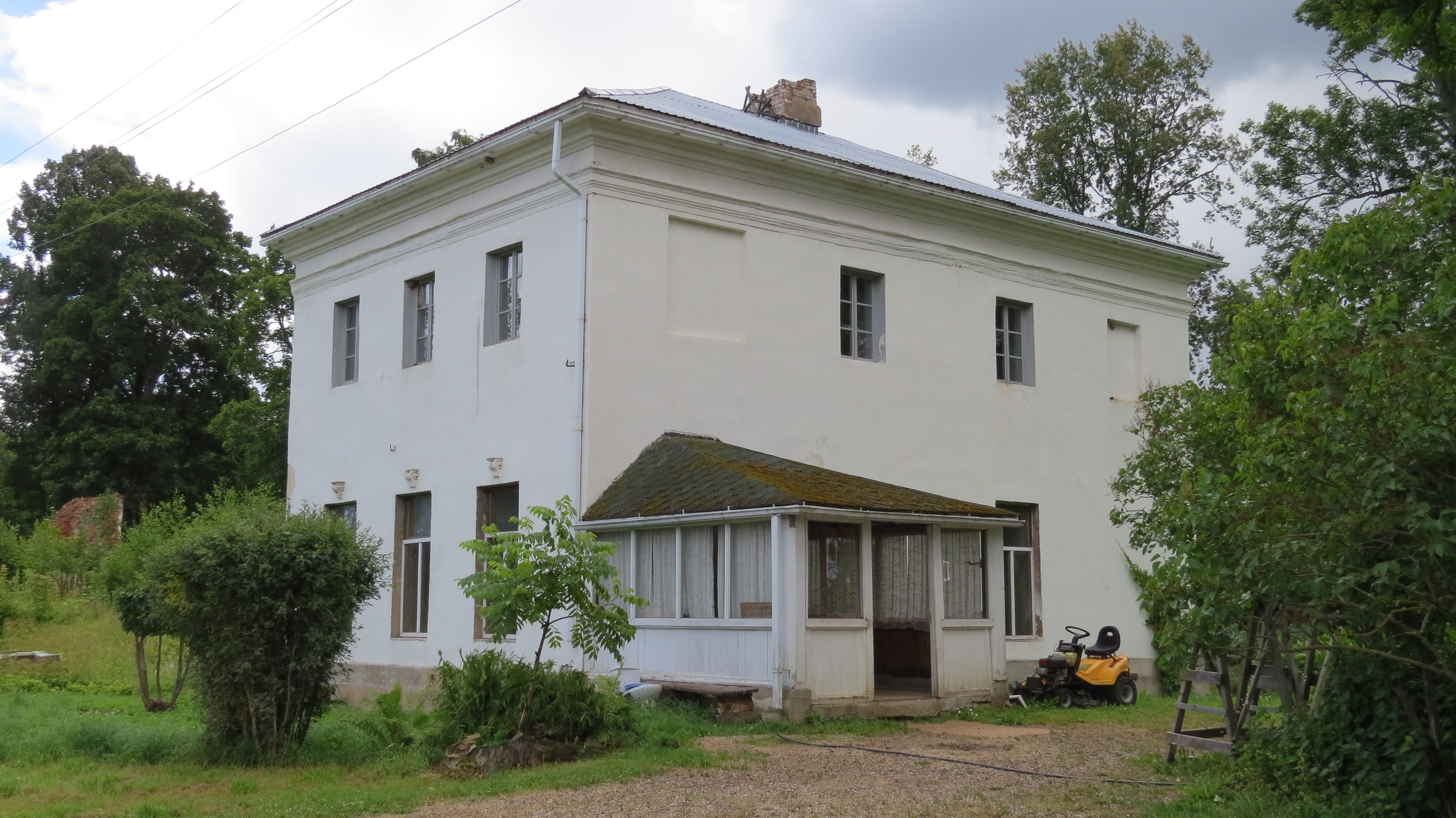
Herrenhaus Bauernhof in Bauņi
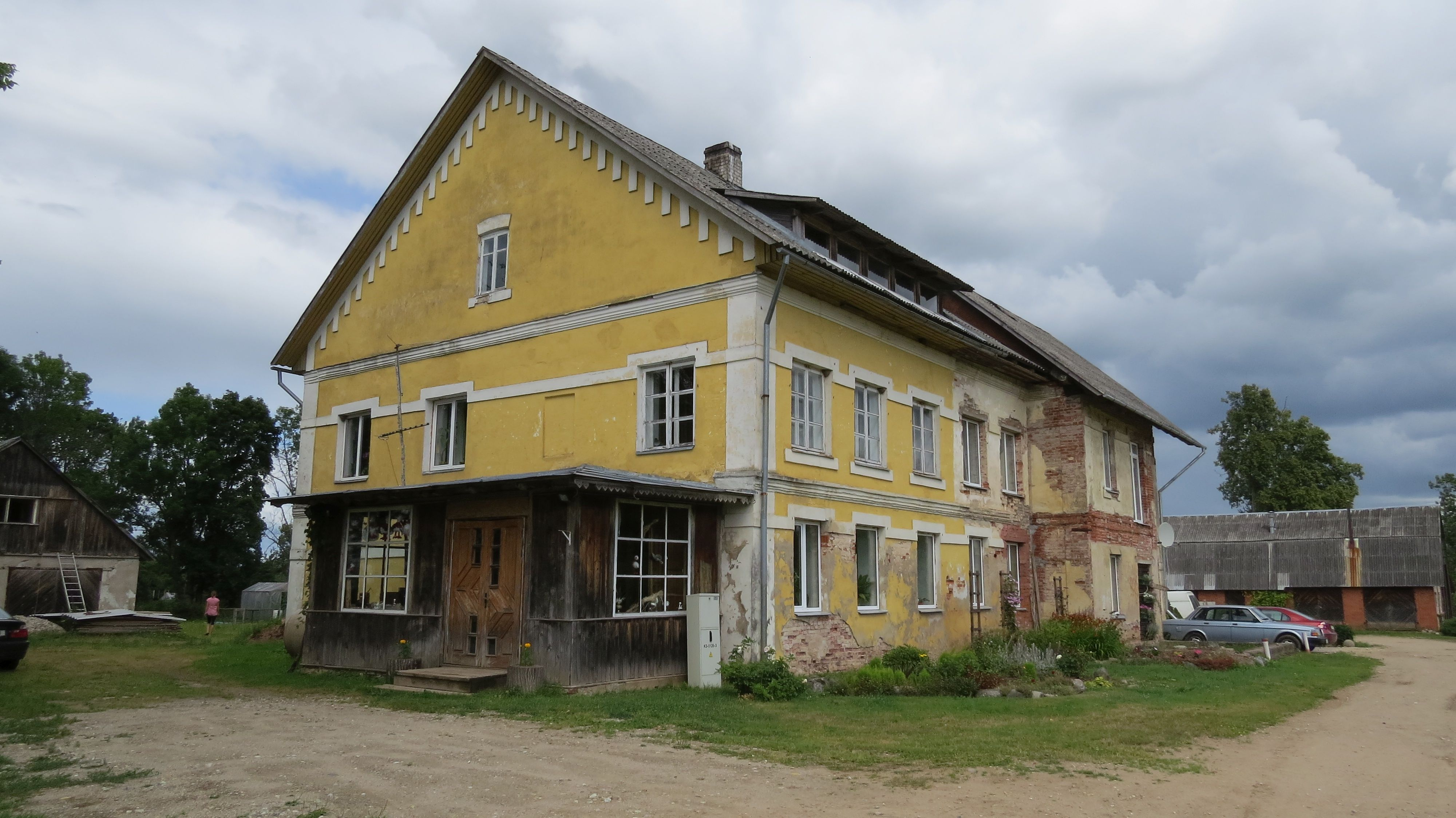
Herrenhaus Neuhall in Mīlīte